# Rumaila
Rumaila is een van de grootste olievelden ter wereld. Het is gelegen in het zuiden van Irak op ongeveer 30 kilometer ten noorden van de grens met Koeweit, nabij de Iraakse havenstad Basra.
Het veld werd in 1953 ontdekt door de Iraakse petroleum maatschappij, Iraq Petroleum Company (IPC) in samenwerking met British Petroleum (BP). Later kwam het veld in het geheel in handen van de Iraakse overheid na de nationalisatie.
In 2013 produceerde het olieveld zo'n 1,3-1,4 miljoen vaten olie per dag (vpd), dit kwam overeen met 40% van de totale productie van Irak. De reserves van het veld worden getaxeerd op 17 miljard vaten olie.

## Ligging veld en ontwikkeling
In 1953 werd het veld ontdekt door de Iraq Petroleum Company in samenwerking met BP. Aanvankelijk dacht men één groot en langwerpig olieveld te hebben aangetroffen. Ondanks de onderlinge geologische verbanden bleken het drie velden te zijn, namelijk: Zuid-Rumaila, Noord-Rumaila en West Qurna. Zuid-Rumaila ligt in de woestijn ten zuidwesten van Basra en werd als eerste in productie gebracht. Omstreeks 1955 stroomde de eerste olie naar boven en tot 1970 werden ongeveer 200.000 vpd geproduceerd. In 1961 werd Noord-Rumaila ontdekt en ten slotte West Qunra in 1964. West Qurna strekt zich uit aan beide oevers van de rivier de Eufraat en lag aanvankelijk in een moeras. Het moeras is deels drooggelegd mede voor landbouwdoeleinden. Het gedeelte van het veld gelegen ten zuiden van de Eufraat is ontwikkeld en heeft de naam West Qurna I gekregen. Het deel ten noorden van de Eufraat, West Qurna II, is nog niet ontwikkeld.
Rond 1970 nam de productie van de velden sterk toe en in 1979 bereikte de totale olieproductie van Rumaila een piek van 1,75 miljoen vpd. Gezien de ligging van het veld nabij de grens van Iran en Koeweit werd de productie zwaar geraakt door de oorlogshandelingen. Op de hoogtepunten van de conflicten lag de productie bijna nagenoeg stil. Sinds medio jaren negentig van de 20e eeuw ligt de olieproductie op circa 1 miljoen vpd.

## Activiteiten om productie te verdrievoudigen
In juni 2009 tekenden BP en China National Petroleum Company (CNPC) een technisch service contract met de Iraakse South Oil Company. De lokale partner, namens de Iraakse overheid, is de Oil Marketing Company of Iraq (SOMO). Deze laatste heeft een belang van 25% in het project, BP 38% en de rest is voor CNPC. Zij nemen het management van het veld over, maar het eigendom blijft bij de Iraakse overheid. Over de looptijd van het contract, een periode van 20 jaar, zullen beide partijen in totaal een bedrag van circa US$ 15 miljard investeren. Een van de doelstellingen van het contract is het verhogen van de productie naar 2,85 miljoen vpd te bereiken ergens in de periode 2015-2020. Als dit doel wordt bereikt, is Rumaila het op na grootste olieveld ter wereld, alleen het Ghawar olieveld in Saoedi-Arabië is nog groter.
In ruil voor de investeringen ontvangen de partners een bedrag van 2 dollar per geproduceerd vat olie. Op 11 januari 2011 was de productie van het veld reeds met 10% gestegen. Dit was een belangrijke voorwaarde waaraan voldaan moest worden, alvorens de beloning van US$ 2 per vat uitbetaald zou worden. De locatie van het veld is gunstig, het ligt dicht bij Basra, de grootste olie-exporthaven van Irak.
Vijf jaar na het sluiten van het contract was de productie met een derde gestegen naar gemiddeld zo'n 1,35 miljoen vpd. In totaal zijn 2,2 miljard vaten geproduceerd en dat heeft de Iraakse overheid ruim US$ 200 miljard aan inkomsten opgeleverd. In augustus 2015 werkten er zo'n 7000 Iraki's bij het veld. In juni 2019 was de productie verder gestegen naar 1,5 miljoen vpd.